# Václav Bělohradský
Václav Bělohradský (* 17. ledna 1944 Praha) je český filosof a sociolog, žijící od roku 1970 v Itálii a působící od roku 1989 též v Česku. Je řazen k postmoderním myslitelům a tzv. autentickým žákům Jana Patočky.

## Biografie
Václav Bělohradský vystudoval na Filozofické fakultě Univerzity Karlovy v Praze češtinu a filosofii v roce 1967 (diplomová práce Pozemská nesmrtelnost (markýz de Sade a Ivan Karamazov)). Rigorózní práci (PhDr.) o markýzi de Sade obhájil roku 1969. V roce 1970 po sovětské okupaci odešel do emigrace a působil postupně jako pedagog na Filozofickém institutu v Janově, od roku 1973 byl tamtéž profesorem sociologie. Dlouhá léta spolupracoval s českými exilovými časopisy a nakladatelstvími a českým domácím disentem.
Od roku 1990 je profesorem politické sociologie na univerzitě v Terstu (Università degli studi di Trieste, Dipartimento di Scienze Politiche e Sociali). Působil též jako hostující profesor na Fakultě sociálních věd UK a Právnické fakultě UK v Praze. Svá díla vydával nejprve pouze v Itálii, poté v češtině v exilových nakladatelstvích, v Česku od roku 1991. Publikuje též v Británii, USA a Kanadě.
V souladu se svým dřívějším angažováním v Itálii i v emigračním tisku vystoupil na začátku devadesátých let jako razantní obhájce progresivního, ekologicky zaměřeného liberalismu. Články psané původně pro MF Dnes jsou zahrnuty v knize Kapitalismus a občanské ctnosti (1992). V pozdějších letech však toto pojetí revidoval z levicových pozic. Dnes píše téměř výhradně do deníku Právo, zejména do jeho přílohy Salon.
Dne 28. října 2013 ho prezident Miloš Zeman vyznamenal medailí Za zásluhy.

## Politická angažovanost
Ve volbách do Senátu PČR v roce 2016 kandidoval jako nestraník za Českou stranu sociálně demokratickou a Stranu zelených v obvodu č. 25 – Praha 6. Se ziskem 16,72 % hlasů postoupil z druhého místa do druhého kola, v němž prohrál poměrem hlasů 27,93 % : 72,06 % s kandidátem TOP 09 a hnutí STAN Jiřím Růžičkou. Senátorem se tak nestal.

### Česká bibliografie
- 1977 – Kritika banálního zla
- 1982 – Krize eschatologie neosobnosti, Londýn
- 1985 – Myslet zeleň světa
- 1989 – Sborník Hostina, Toronto
- 1991 – Přirozený svět jako politický problém
- 1991 – Člověk bez skrupulí,
- 1991 – Mitteleuropa: Rakouská říše jako metafora, Praha
- 1992 – Kapitalismus a občanské ctnosti, Československý spisovatel
- 1997 – Mezi světy a mezisvěty, Votobia
  - druhé doplněné vydání 2013, Novela Bohemica
- 1999 – Eseje o nedávné minulosti a blízké budoucnosti (společně s Janem Kellerem, Jiřím Přibáněm a dalšími), G plus G, Knižní klub
- 2007 – Společnost nevolnosti, SLON
- 2010 – Kritika (depolitizovaného) rozumu (společně s Michaelem Hauserem, Terezou Stöckelovou a dalšími), Grimmus
- 2012 – Vzpoury II (společně s Karlem Hvížďalou a dalšími)